# Troubadour
En trubadur eller troubadour (af provençalsk trobador, af trobar = at finde, opfinde, digte) var en sydfransk digter, komponist og sanger fra ca. 1100 til 1300, som optrådte i områderne Aquitaine, Limousin, Guyenne, Provence, Katalonien og Italien. Det tilsvarende ord for en kvindelig kunstner var trobairitz. Troubadourerne skrev på languedocsk, en sydfransk dialekt (limousinsk, auvergnatsk, provençalsk osv.), medens udtrykket trouvère udelukkende bruges om kunstnere nord for Loire, der sang på languedoil. En god troubadour stod i høj anseelse ved fyrstehoffer. Nogle af fyrsterne var selv troubadourer.
Betegnelsen bruges ofte om en visesanger, der akkompagnerer sig selv på guitar. I Danmark kender vi bl.a. Lars Lilholt, Frode Veddinge, Per Dich, Povl Dissing, Cæsar, Peter West og Claude Chichon.

## Historie
I 1000-tallet var Sydfrankrig opdelt i en række selvstændige enheder, hvoraf Aquitaine var størst. Her taltes dengang provençalsk. I 1000-tallet opstod her en forfinet, aristokratisk kultur med en livsstil kaldet la courtoisie (= høviskheden, dvs. hoffets stil) og en lyrik særpreget af damernes herskende rolle. (Ordet dame var da også hentet fra latin domina = herskerinde.) Lyrikken kredsede omkring en kærlighedsfilosofi, hvor den forelskede ridder ikke kun var tapper, men også fuldendt elegant, altid diskret, og dertil villig til at underkaste sig damens despotiske nykker. Hun var altid gift, men altså indstillet på utroskab med den, der indlod sig på en kurtisering, der opfyldte hendes skiftende indfald.
Virkelighedens kærlighedsforhold var naturligvis langt mere jordnære, og resulterede ofte i både ægteskab og børn. Hvordan den intense kvindedyrkelse opstod, er uvist. Den er forsøgt forklaret med Maria-dyrkelsen, men denne kendes først fra 1200-tallet. Vi kender navnet på flere end 400 trubadurer; langt de fleste var mænd i en beskeden stilling ved hoffet, mens deres beskytterinder var højt positionerede, sådan at magtforholdet i udgangspunktet var meget skævt. Trubadurerne digtede og sang om meget andet end kærlighed, og i mange forskellige lyriske former - flere end 900, siges det. Én sådan digtform var sestinen, der bestod af seks strofer, hver på seks linjer med seks rimord, indsat efter et indviklet mønster, varierende fra strofe til strofe. En anden genre var pastourelle, hvor ridderen fik snakket sig til samvær med en hyrdinde - enten med hendes tilladelse, eller ved voldtægt. Genren giver et afslørende indblik i overklassens nedladende syn på bondebefolkningens kvinder.
Fritænkeri var udbredt i den sydfranske overklasse, mens befolkningen ellers i stor grad var katharere. I starten af 1200-tallet indledte pave Innocens 3. et korstog eller en ren kætterkrig mod Provence, kendt som albigenserkrigen, der blev ført med den yderste grusomhed. Især i Toulouse flammede kætterbålene, og ikke kun kætteriet, men hele den egenartede, provençalske kultur blev udryddet. Herved så den franske kongemagt også sit snit til at overtage landsdelen og bringe det sydfranske selvstyre til ophør. De trubadurer, der reddede livet ved at flygte, slog sig for det meste ned i Italien. De hadede Rom, pavedømmet og præsteskabet med hjerte og sjæl. Men det kom på mode at digte på provençalsk, især i Italien, og den første grammatik over et romansk sprog blev skrevet til hjælp for udlændinge, der ville digte på provençalsk.
Det har været påstået, at trubadurdigtningen udsprang af katharernes religion, især fordi denne var negativ til ægteskabet; men af kronologiske grunde kan det ikke passe. De aller fleste trubadurer stillede sig ligegyldige til religion; deres digtning var udpræget verdslig. Men der fulgte trubadurer med på alle korstog. Sådan var det også under forberedelserne til det femte korstog i 1218; men efter at albigenserkorstoget havde udviklet sig til en ren udryddelseskrig i Sydfrankrig, vendte trubadurerne sig mod dette barbari. Trubaduren Peire Cardenal fordømmer i Julius Paludans oversættelse præsteskabet som pengegriske og hensynsløse:
For penge fluks de aflad gav
til dem som grovest syndet har.
For penge ågerkarlen bar
med salmesang de til hans grav.
Men den som fattig var og lav
de aldrig bød et trøstens ord,
og stedte aldrig den i jord,
som ikke de fik gavn af.

### Den første trubadur
Vilhelm 9. af Poitiers (1071-1127) er den første trubadur, der findes bevarede digte efter - 11 i tallet. I 1086 blev han hertug af Aquitaine. Han brød sig ikke spor om religion og deltog ikke i det første korstog, der ellers greb hans samtidige stærkt. Han lod sig heller ikke afficere af, at hans anden kone, Filippa, klagede ham ind for kirkemødet i Reims i 1119, fordi han havde taget en frille. Men da han opdagede, at andre havde vundet berømmelse ved at deltage i korstog, meldte han sig til det forsinkede korstog i 1102, der imidlertid blev en fiasko. Til overmål havde en omrejsende talsmand for askese, Robert d'Arbrissel, benyttet sig af hertugens fravær til at lokke mængden til det nye kloster i Fontevraud i Anjou. Til dette kloster, ledet af en abbedisse, strømmede på kort tid omkring 2.000 personer, deriblandt kong Filip 1.s dronning Bertrade de Montfort, samt hertug Vilhelms egen kone og nr 1 og 2, og hans datter. Som protest oprettede han derfor et karikaturkloster for letlevende damer i Niort. Hans digte kan også have været tænkt som karikaturer af tidens salmer. Måske var han ironisk, da han skrev:
Den dame begår en dødssynd,
som ikke elsker en ridder tro.
Elsker hun munk eller klerk, farer hun vild:
da skulle hun brændes på gløder og ild.
Han kunne også lyde helt moderne:
Jeg vil lave en sang om slet ingenting
hverken om mig eller andre.
Ikke om kærlighed, ikke om ungdom,
ikke om noget andet.
Den blev digtet til hest, mens jeg sov.